# Stufenbau der Rechtsordnung
Der vom österreichisch-amerikanischen Juristen Hans Kelsen geprägte Begriff des Stufenbaus der Rechtsordnung bezeichnet das System von Normen, die je durch Normen einer höheren Stufe erzeugt sind. Kelsens Konzept basiert seinerseits auf Arbeiten von Adolf Julius Merkl.
Nach Kelsen könnte der Stufenbau der Rechtsordnung beispielsweise so aussehen:
1. Die höchste positiv-rechtliche Norm einer Rechtsordnung, die (historisch erste oder revolutionär geschaffene) staatliche Verfassung, regelt die Erzeugung
2. der Gesetze, diese regeln die Erzeugung
3. der Rechtsverordnungen, Gerichtsurteile und Verwaltungsakte.

Der Geltungsgrund der Verbindlichkeit einer Rechtsordnung kann nicht in einer „positiv-rechtlichen“ Norm gefunden, sondern nur als Grundnorm dieser Rechtsordnung vorausgesetzt werden.
Auf den Stufenbau der Rechtsordnung gründet sich die Vorstellung einer Normenhierarchie.

## Die Kompetenzenordnung als Rückgrat der widerspruchsfreien Ordnung des Rechts
Das Rückgrat der widerspruchsfreien Strukturierung einer staatlichen Rechtsordnung liegt in der rational abgestuften Ordnung der rechtlichen Regelungsbefugnisse (Kompetenzen):
Kompetenzen eröffnen rechtliche Gestaltungsspielräume: Vorschriften zu erlassen, konkrete Pflichten zu begründen und Kompetenzen weiter zu übertragen. So begründet die Verfassung die Kompetenzen des Gesetzgebers; Gesetze begründen die Kompetenzen der Verordnungsgeber. Auch pflichtenbegründende oder -ändernde Einzelakte bedürfen einer rechtsgültigen Ermächtigung, um rechtswirksam zu sein. Das gilt nicht nur für Rechtsprechungs- und Verwaltungsakte, sondern auch für Akte der Privatautonomie; hier liegt eine Ermächtigung z. B. in dem Recht, durch Abschluss eines Vertrages konkrete Rechtspflichten für sich und den Vertragspartner zu begründen (§ 311 des Bürgerlichen Gesetzbuches). Der Rangordnung der Kompetenzen entspricht eine Rangordnung der Vorschriften, die auf dieser Grundlage erlassen werden. Eine Rechtsnorm, die einer höherrangigen Norm widerspricht, ist ungültig; gleichrangige Normen, die sich widersprechen, sind es ebenfalls. So ist auch insoweit dafür gesorgt, dass Rechtspflichten nicht einander widersprechen.